# Zbigniew Nawrat
Zbigniew Nawrat (ur. 28 kwietnia 1960) – polski fizyk teoretyk, doktor habilitowany nauk medycznych; specjalizuje się w biofizyce i robotyce medycznej. Adiunkt w Katedrze i Zakładzie Biofizyki Wydziału Nauk Medycznych w Zabrzu Śląskiego Uniwersytetu Medycznego w Katowicach. Pomysłodawca i główny konstruktor robota kardiochirurgicznego Robin Heart (pierwszego polskiego i europejskiego robota do operacji na sercu)

## Życiorys
Studia z fizyki ukończył na Uniwersytecie Śląskim w Katowicach w 1984 i następnie został zatrudniony na Śląskiej Akademii Medycznej w Zabrzu, gdzie doktoryzował się w 1996 na podstawie pracy Ocena wpływu sposobu sterowania i orientacji zastawek na parametry hydrodynamiczne w polskim sztucznym sercu, przygotowanej pod kierunkiem Zbigniewa Religi. Habilitował się na ŚUM w 2013 na podstawie oceny dorobku naukowego i rozprawy pt. Robot Robin Heart – projekty, prototypy, badania, perspektywy.
Od 1991 zaangażowany w tworzenie ośrodka badawczo-wdrożeniowego w zabrzańskiej Fundacji Rozwoju Kardiochirurgii im. prof. Z Religi (FRK), w ramach której: współtworzył i pracował w Pracowni Sztucznego Serca, następnie tworzył i kierował Pracownią Biocybernetyki oraz Centrum Doskonałości ProCordis, którego był dyrektorem naukowym. W 2007 zastąpił Zbigniewa Religę (był jego zastępcą) na stanowisku dyrektora Instytutu Protez Serca. Jest też założycielem i od 2012 prezydentem zabrzańskiego Międzynarodowego Stowarzyszenia Na Rzecz Robotyki Medycznej. W dorobku naukowym ma szereg opracowań oryginalnych, publikowanych w czasopismach krajowych i zagranicznych. Jest autorem i współautorem wielu książek (redaktor samodzielny pięciu książek, w tym pierwszej w Polsce monografii Roboty medyczne, współredaktor kolejnych dwóch) oraz ponad 300 artykułów, doniesień naukowych i wystąpień na konferencjach zagranicznych. Współautor kilkunastu patentów i wzorów użytkowych dotyczących robotyki. W pracy badawczej zajmuje się takimi zagadnieniami jak: sztuczne narządy (głównie protezy serca, zastawki i pompy krwi), stosowanie symulacji komputerowych w planowaniu zabiegów chirurgicznych, telemedycyna. Jest członkiem Sekcji Biomechaniki PAN. Założyciel i redaktor czasopisma „Medical Robotics Reports” (pierwsze wydanie: grudzień 2012).